# Bellmont, Illinois
Bellmont är en ort i Wabash County, Illinois, USA.